# Hoos Blotkamp
Hoos Blotkamp-de Roos (Utrecht, 10 september 1943 – aldaar, 2 april 2014) was een Nederlands beeldend kunstenaar, kunsthistoricus en museumdirecteur.
Blotkamp was van 1972 tot 1979 conservator bij het Centraal Museum te Utrecht, waar ze met collega-conservator Jos de Meyere verantwoordelijk was voor het opknappen van de schilderijenhal. Vanaf 1980 was ze hoofd afdeling Beeldende Kunsten en Bouwkunst bij het ministerie van WVC. In deze laatste functie hielp ze de BKR ontmantelen, al zag ze dat zelf anders.
De in de filmwereld onbekende Blotkamp volgde in 1987 Jan de Vaal op als directeur van het Nederlands Filmmuseum. Dit museum was gevestigd in het Vondelparkpaviljoen dat van de gemeente Amsterdam werd gehuurd. Bij haar aantreden had Blotkamp al gezegd dat je als filmmuseum wel gek zou zijn als je daar weg zou gaan. Blotkamp liet het gebouw, dat wat naar binnen was gekeerd, grondig verbouwen, waarbij een tweede filmzaal werd gerealiseerd, en het terras werd ingericht als café. Al het bezit werd geïnventariseerd; er kwam een omvangrijk conserveringsprogramma op gang, en het aantal filmvoorstellingen nam fors toe. Het aantal medewerkers groeide van twintig tot tachtig, wat mogelijk werd doordat het ministerie van WVC de subsidie aan het museum verdubbelde.
Toen de deelraad Zuid van de gemeente Amsterdam echter in 1999 de huur van het Vondelparkpaviljoen ineens verdrievoudigde, leek een verhuizing Blotkamp de beste oplossing. In haar optiek moest het Filmmuseum fuseren met het Nederlands Fotomuseum tot een internationaal centrum voor foto, film en mediatechnologie, dat te Rotterdam in Las Palmas, het voormalig werkplaatsengebouw van de Holland-Amerika Lijn, op de Kop van Zuid zou worden ondergebracht. De publieksfuncties van het Filmmuseum zouden wel in Amsterdam blijven. Op de achtergrond speelde dat fotoliefhebber Heinz Walter Wertheim een legaat van 22 miljoen gulden had nagelaten aan het Prins Bernhardfonds. Weliswaar was dit bestemd voor de oprichting van een fotografiemuseum, maar het zou misschien ook aan een combinatiemuseum ten goede kunnen komen.
Het bestuur van het Filmmuseum en de gemeente Amsterdam kwamen tegen de voorgenomen verhuizing in verzet, en begin februari 2000 moest Blotkamp vertrekken. Ze werd opgevolgd door Rien Hagen die het museum naar nieuwbouw aan de noordoever van het IJ loodste; het Eye Filmmuseum.

## Privéleven
Blotkamp was gehuwd met de beeldend kunstenaar en hoogleraar kunstgeschiedenis Carel Blotkamp, en had twee kinderen. Ze overleed op 70-jarige leeftijd.

## Prijs
- Sphinx Cultuurprijs 1998